# Fano (Marken)
Die Stadt Fano liegt an der italienischen Adriaküste, in der Region Marken. Sie bestand schon zu römischer Zeit und wurde zu dieser Zeit Fanum Fortunae genannt. Die Stadt ist mit 59.907 Einwohnern (Stand 31. Dezember 2024) die drittgrößte Ortschaft der Marken. Fano liegt an der Adria-Mündung des Flusses Metauro, ca. 12 km südöstlich von Pesaro, in der Provinz Pesaro und Urbino, Region Marken. Die Via Flaminia erreichte in Fano die Adriaküste. Von dort führte die antike Route nordwärts nach Pesaro und Rimini.

## Geschichte
Bei einem Fortuna-Tempel als Fanum Fortunae nach der Schlacht am Metaurus gegründet, wurde es ein wichtiger Ort, da von hier die Via Flaminia nach Rom über das obere Tibertal die Küste verließ. 49 v. Chr. begann Caesar den Krieg gegen Pompejus durch die Besetzung von Fano und Pesaro. Unter Augustus wurde Fano zur Colonia Julia Fanestris ausgebaut und verfügte 8 n. Chr. über eine 1,7 km lange Stadtmauer, die eine Stadt von 18 ha umschloss.
271 schlug Kaiser Aurelian die Alamannen in der Schlacht bei Fano und verhinderte ihr weiteres Vordringen in Italien.
In den Gotenkriegen wurde die Stadt durch Witichis 538 zerstört, aber durch die oströmischen Feldherren Belisar und Narses als Festung wieder aufgebaut.

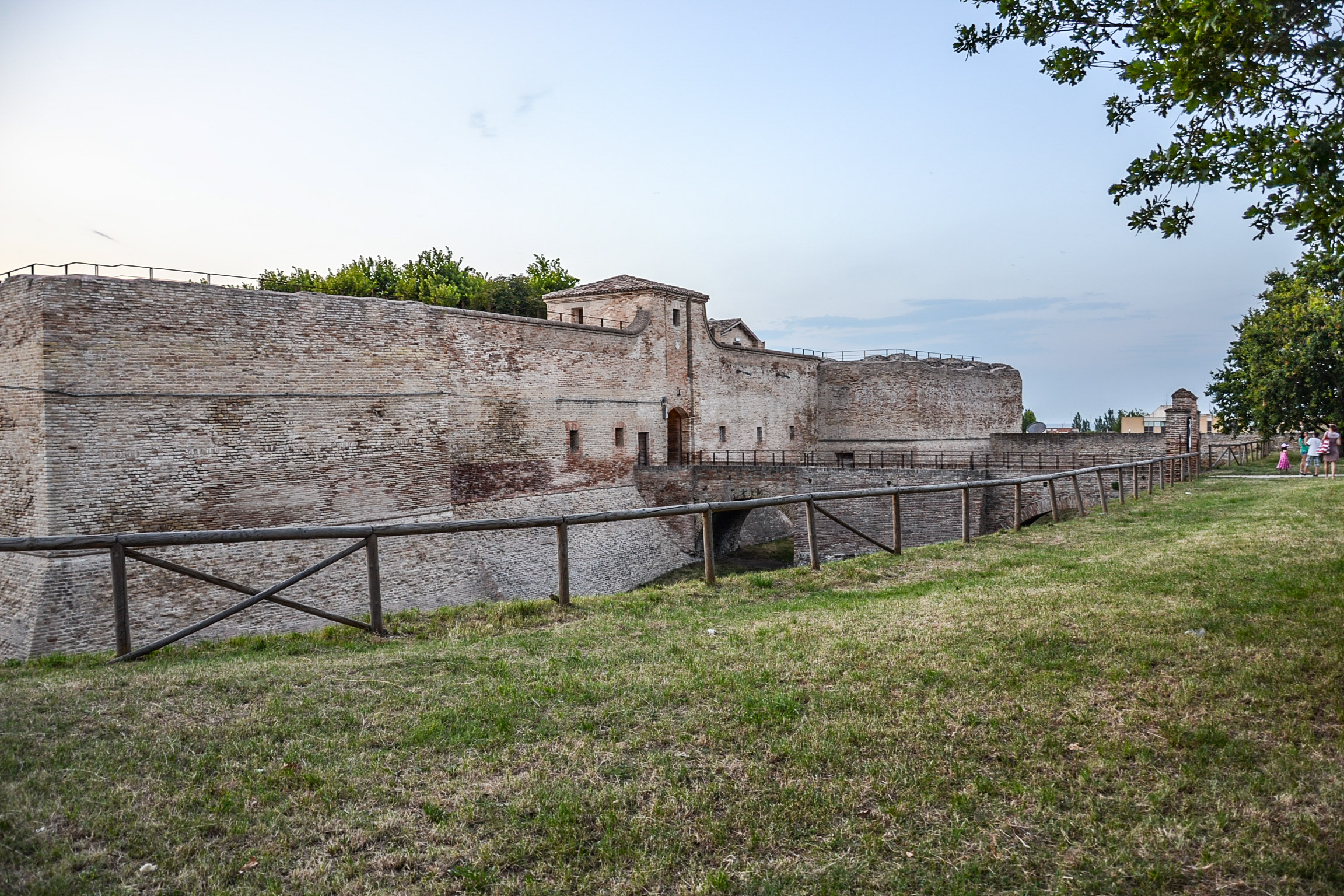
Malatestianische Burg mit dem Burggraben

Später gehörte Fano zeitweilig zur italienischen Pentapolis an der Adria.

Ab Ende des 13. Jahrhunderts befand sich Fano im Besitz der Malatesta, die dort um 1438 eine Burg erbauten.
Sigismondo, ein illegitimer Sohn des Pandolfo Malatesta († 1427), konnte sich in den Kämpfen um die Nachfolge seines Vorgängers, Galeotto Roberto Malatesta (1429–1432), durchsetzen und war seit 1432 Herr von Rimini, Fano und Cesena. Er war ein herausragender Condottiere, aber unzuverlässig, wodurch er den Papst und den König von Neapel gegen sich aufbrachte. Federico da Montefeltro, Herr von Urbino, als Condottiere und Nachbar sein Rivale, führte einen zermürbenden Krieg gegen ihn, der schließlich mit der Niederlage Malatestas in der Schlacht von Cesano 1463 endete. 1463 eroberten die Montefeltro die Stadt, überließen sie aber dem Papst.
Der Architekt und Theatermann Giacomo Torelli ließ 1667 das Teatro della Fortuna errichten. Fano gehörte von 1463 bis 1860 zum Kirchenstaat. Die Stadt war bis 1828 Sitz einer Universität. Papst Julius II. gründete dort eine bedeutende Druckerei, die auch Bücher mit arabischen Lettern druckte.
Während Bonapartes Feldzügen in Italien wurde die Stadt beschossen. Auch im Ersten Weltkrieg erfolgten mehrere Beschießungen durch die k.u.k. Kriegsmarine.
Schwere Beschädigungen des historischen Stadtkerns erfolgten im Zweiten Weltkrieg durch alliierte Bombenangriffe und Zerstörungen durch die Wehrmacht, als sie die Stadt räumte. Fano war 1944 zeitweilig Endpunkt der deutschen Frontlinie in Italien vor dem Rückzug in die Gotenstellung.

## Sehenswürdigkeiten

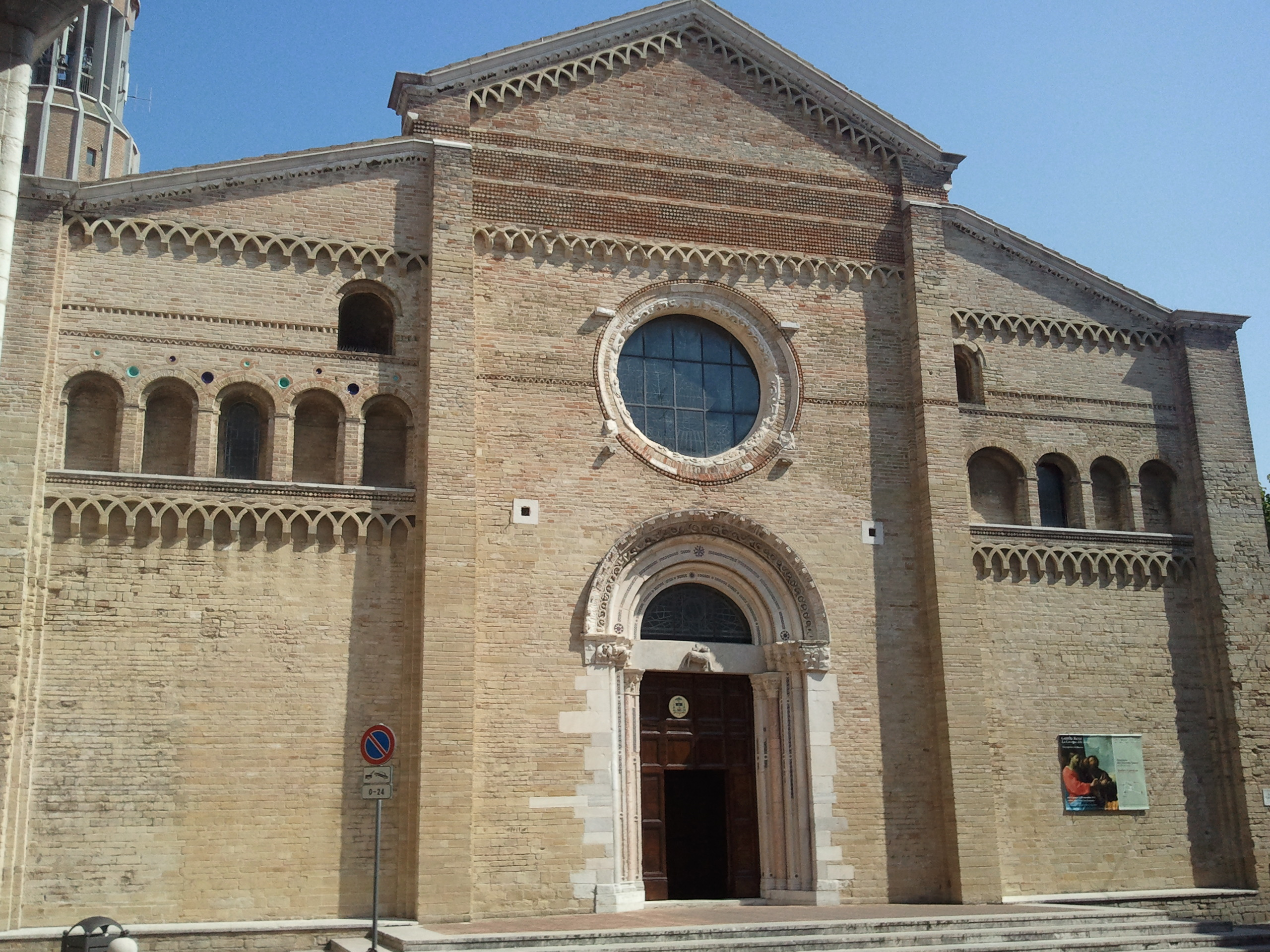
Dom von Fano

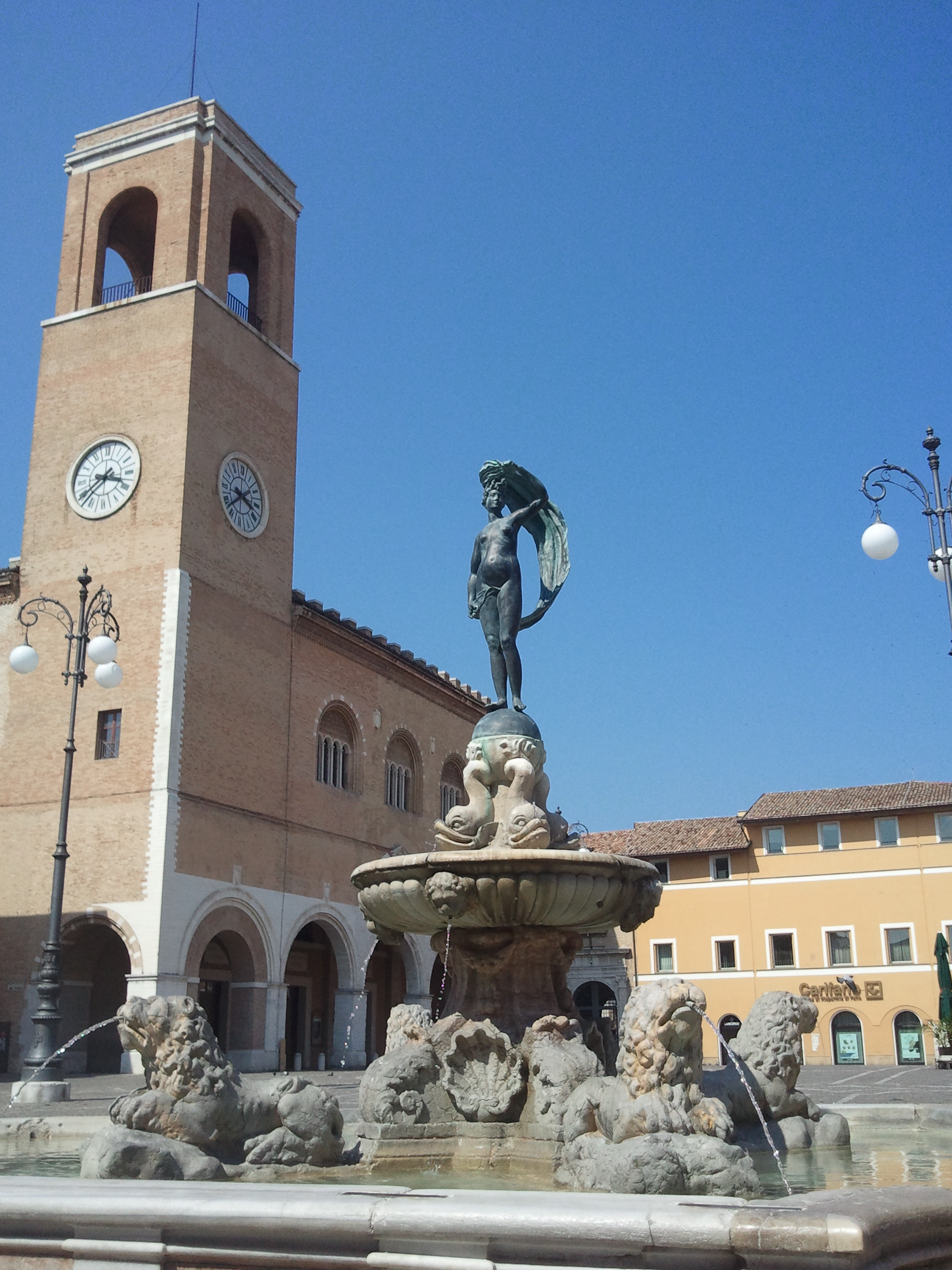
Im Vordergrund der Glücksbrunnen (Fontana della Fortuna), gänzlich renoviert zwischen 1697 und 1699 von dem Venezianer Ludovico Torresini, mit dem Theater (Teatro della Fortuna) am Platz des XX. Septembers

Trotz seiner ausgedehnten Strände ist Fano kein Ort, dessen Bedeutung nur im Tourismus liegt.
Erwähnenswert sind die sehr gut erhaltenen mittelalterlichen und frühneuzeitlichen Stadtbefestigungen: Das gilt insbesondere für den Arco d’Augusto, ein römisches Stadttor aus dem Jahr 10 nach Christi Geburt. Vitruvius Pollio soll die Basilika von Fano erbaut haben.
Die malatestianische Burg wurde von dem Architekten Matteo Nuti Mitte des 15. Jahrhunderts für Sigismondo I. Malatesta entworfen und liegt am Rand der Stadtbefestigung, gleich neben der Bahn. Die Bauarbeiten begannen vermutlich 1438. Die Burg besteht aus einem viereckigen Innenhof, der durch Stadtmauern und Gräben geschützt ist. Die Zufahrt verläuft über eine Backsteinbrücke. 1944 wurden Teile der Burg von der deutschen Luftwaffe zerstört.

## Kultur
- Carnevale di Fano
- Fano Jazz by the Sea
- Fano International Film Festival

## Verkehr
Fano liegt an der Adria-Autobahn A14, an der Strada Statale 16 Adriatica und an der Bahnstrecke Bologna–Ancona. Über die Strada Statale 3 Via Flaminia ist Fano auch heute noch mit Rom verbunden. Der Flugplatz Fano dient der Allgemeinen Luftfahrt. Die nächsten internationalen Verkehrsflughäfen sind der Flughafen Rimini und der Flughafen Ancona.

## Städtepartnerschaften
- Rastatt, Baden-Württemberg, Deutschland, seit 1985
- Saint-Ouen-l’Aumône, Frankreich
- St Albans, Vereinigtes Königreich
- Stříbro, Tschechien

## Söhne und Töchter der Stadt
- Clemens VIII. (1536–1605), Papst
- Giacomo Torelli (1604–1678), Maler, Architekt und Bühnenbildner
- Domenico Egidio Rossi (1659–1715), Quadraturmaler und Architekt
- Marcantonio Marcolini (1721–1782), Kardinal
- Camillo Marcolini (1739–1814), sächsischer Minister und Generaldirektor der Künste
- Vincenzo Rastrelli (1760–1839), Komponist und Gesangslehrer
- Alessandro Nini (1805–1880), Komponist
- Mezio Agostini (1875–1944), Komponist und Musikpädagoge
- Bruno Barilli (1880–1952), Komponist, Journalist und Schriftsteller
- Giuseppe Agostini (1890–1971), kanadischer Dirigent und Komponist
- Franco Capuana (1894–1969), Dirigent und Komponist
- Eugenio Prato (1903–?), italienischer Diplomat
- Romolo Carboni (1911–1999), vatikanischer Diplomat
- Lucio Agostini (1913–1995), kanadischer Komponist, Arrangeur und Dirigent
- Leopoldo Elia (1925–2008), Jurist und Politiker
- Giovanni Tonucci (* 1941), vatikanischer Diplomat und Prälat von Loreto
- Lucia Morico (* 1975), Judoka
- Alice Pagliarini (* 2006), Sprinterin